# 金薫
金 薫（キム・フン、1948年5月5日 - ）は、韓国の小説家、ジャーナリスト、エッセイスト、自称・自転車レーサー。金の代表作である『칼의 노래 (刀の詩/孤将)』は韓国で50万部を超えるベストセラーとなり、日本語、フランス語、スペイン語、中国語などに翻訳もされている。

## 略歴
1948年5月5日、ソウル市鍾路区清雲洞に生まれた。父は金光洲、母は鄭戊順。4人兄弟の3番目の子であった。父、金光洲は小説家で、朝鮮独立運動活動家の金九や尹奉吉とも親交があった。光復後は『京郷新聞』の文化部長、編集部局長を務めたが、父が病床の中、金は父の代筆をするなど、父の元で自然と小説の修養を成していったという。
1966年、高麗大学校政治外交学科に入学。大学2年のとき、バイロンやメアリー・シェリーなどロマン主義に傾倒して英文学に心惹かれるようになって、大学も中退して、英文科に転学した。1973年、義務兵役を終えて復学した金は、父の死亡により経済的な困難に陥った。また当時の大学が学生運動で混乱していたこともあり、金は大学の卒業を諦めて、韓国日報社に入社した。
新聞記者時代の金は「文学紀行」と題した評論を『韓国日報』に連載するなど、文学活動もしていたが、1989年、突然韓国日報社を退社。約2年ほど、特に継続した仕事もなく過ごし、その間に『선택과 옹호 (選択と擁護)』『풍경과 상처 (風景と傷)』の2冊のエッセイを発表した。
1994年、『빗살무늬토기의 추억 1 (櫛目紋土器の追憶1)』(『文学トンネ』1994年冬創刊号)、1995年、『빗살무늬토기의 추억 2 (櫛目紋土器の追憶2)』(『文学トンネ』1995年春号)を発表し、47歳で文壇にデビューした。
作家となってからも『時事ジャーナル』の編集局長を務めるなど、ジャーナリストとしての活動も続けていたが、2000年9月27日付の『ハンギョレ21』に掲載されたインタビューが物議を醸したことから、『時事ジャーナル』を辞めて、執筆活動に専念。代表作となる『칼의 노래 (孤将)』を、2001年に発表した。当作品は韓国でベストセラーとなり、同年の東仁文学賞を受賞した。その後は再びマスコミ業界で活動しつつ、小説やエッセイの執筆しているほか、趣味の自転車やツーリングに関する書籍も書いている。
2004年、李箱文学賞受賞。

## 年譜
- 1948年5月5日、ソウル市鍾路区清雲洞に生まれる。
- 1960年、敦岩初等学校を卒業。
- 1963年、徽文中学校を卒業。
- 1966年、徽文高等学校を卒業。
- 1966年、高麗大学校政外科に入学。
- 1968年、高麗大学校英文科に転学。
- 1970年、入軍。（～1973年）
- 1973年、高麗大学校を中退。
- 1974年、李燕和と結婚する。
- 1995年、『時事ジャーナル』の編集局長の代理を務める。（後に編集局長）
- 1995年、文壇にデビュー。
- 1996年、『TVジャーナル』の編集局長を務める。
- 1998年、『国民日報』出版局局長を務める。
- 2000年、『時事ジャーナル』を退社。
- 2001年、第32回東仁文学賞を受賞。
- 2002年、ハンギョレ新聞社に入社。
- 2002年、第18回ソウル言論人クラブ言論賞企画取材賞を受賞。
- 2004年、第28回李箱文学賞を受賞。
- 2005年、第5回黄順元文学賞を受賞。
- 2007年、第15回大山文学賞を受賞。

## 代表作品
- 1994年、빗살무늬토기의 추억 1
- 1995年、빗살무늬토기의 추억 2
- 2000年、자전거 여행
- 2001年、칼의 노래
- 2003年、화장
- 2004年、현의 노래
- 2004年、자전거 여행 2
- 2005年、언니의 폐경
- 2005年、개-내 가난한 발바닥의 기록
- 2006年、강산무진
- 2007年、남한산성

## 日本語訳作品
- 『孤将』蓮池薫訳、新潮社、2005年5月
- 『黒山』戸田郁子訳、クオン、新しい韓国の文学、2020年。
- 『火葬』柳美佐訳、クオン、韓国文学ショートショート、2023年。
- 『ハルビン』蓮池薫訳、新潮社、2024年4月